# Joseph Banks

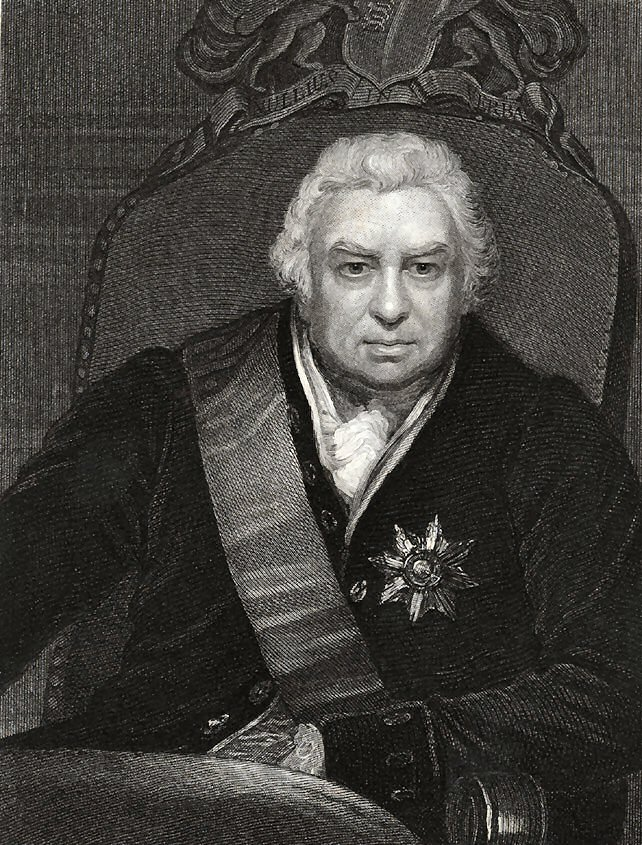
Joseph Banks op latere leeftijd

Joseph Banks (Westminster (Londen), 13 februari 1743 – Isleworth (Londen), 19 juni 1820) was een Engelse natuuronderzoeker en botanicus. Hij werd geboren in een zeer rijke familie en was de enige zoon van Sarah en William Banks, een grootgrondbezitter en lid van de House of Commons.

## Jeugd en opleiding
Hij werd aanvankelijk thuis onderwezen. In 1752 ging hij naar Harrow School en, toen de resultaten daar tegen vielen, in 1756 naar Eton College. Hij toonde zich een gezellige en vrolijke jongen, die echter weinig leerde. Hij had naar eigen zeggen meer belangstelling voor de wonderen van de natuur dan voor Grieks en Latijn. In het bijzonder raakte hij in de ban van de plantkunde. 
Van 1760 tot 1763 studeerde hij aan de Oxford University, waar hij zich vooral cursussen natuurwetenschappen volgde. Hij betaalde een plantkundige uit Cambridge om hem in de botanie verder in te wijden. In september 1761 was zijn vader overleden en had hij diens fortuin geërfd. 
Vanaf 1764 woonde hij in Londen waar hij een brede kennissenkring in de hogere klassen maakte. Hij raakte bevriend met de Nederlander Joan Gideon Loten, natuuronderzoeker en oud-gouverneur van Ceylon. Belangrijk werd zijn vriendschap met John Montagu, vierde graaf van Sandwich, toen het hoofd van de Britse admiraliteit. Hij kreeg ook invloed op koning George III.  
Hij correspondeerde met de Zweedse plantkundige Carl Linnaeus en maakte zich diens systeem van botanische nomenclatuur eigen. In 1766 werd hij lid van de Royal Society, de Engelse academie van wetenschappen.
Door de steun van Lord Sandwich kon hij van mei 1766 tot januari 1767 meevaren met het het oorlogsschip HMS Niger naar Newfoundland en Labrador. Op die reis verzamelde hij planten, dieren en gesteenten. Hij ontdekte en beschreef verschillende nieuwe vogelsoorten, waaronder de (nu uitgestorven) reuzenalk. Op Newfoundland ontmoette hij ook voor het eerst de marineofficier James Cook, die daar cartografische opmetingen verrichtte.

## Eerste expeditie van Cook
Bij zijn terugkeer in Londen vernam hij dat de Royal Society een wetenschappelijke expeditie plande om een Venusovergang waar te nemen op het pas ontdekte eiland Tahiti in de Stille Oceaan. Tegelijk zou de expeditie deze oceaan verder verkennen en het bestaan van een onbekend zuidelijk continent (Terra Australis) onderzoeken. Hoewel het doel van de expeditie in de eerste plaats met sterrenkunde te maken had, wat Banks niet interesseerde, slaagde hij er door zijn invloed in mee te gaan als de feitelijke leider van een groep geleerden, waaronder de Zweed Daniel Solander, een leerling van Linnaeus. Ze voeren op het bark Endeavour onder bevel van Cook. 
De expeditie vertrok in augustus 1768 en bereikte Tahiti door langs Zuid-Amerika te varen. Op Vuurland deed Banks met zijn gevolg een uitstap waarbij ze onverwachts door de sneeuw werden overvallen (hoewel het zomer was) waarbij twee van zijn bedienden omkwamen van de kou.  
Na de waarnemingen op Tahiti voer de Endeavour naar Nieuw-Zeeland, waarbij kon worden aangetoond dat het geen deel uitmaakte van een zuidelijk continent (wat Banks zelf aanvankelijk geloofde), om vervolgens de oostkust van Australië te ontdekken. De terugreis verliep via  Nieuw-Guinea, Savoe, Java, Kaap de Goede Hoop en Sint-Helena. Overal verzamelde Banks, in samenwerking met onder andere zijn vriend Solander, veel specimens van planten en dieren. Ook beschreef hij de gebruiken van de Tahitianen en van de Maori's in Nieuw-Zeeland.

## Nieuwe expeditie
In juli 1771 was de Endeavour terug in Engeland. De ontdekkingsreizigers werden door de overheid en het publiek enthousiast verwelkomd. Dit gold vooral voor Banks met zijn verhalen over Maori-krijgers en exotische dieren. De pers beschouwde Banks, meer dan Cook, als de echte held van de expeditie. 
Vrijwel meteen na zijn terugkeer begon Banks te pleiten voor een nieuwe expeditie, die ditmaal definitief zou moeten uitmaken of het onbekende Zuidland bestond. Vanzelfsprekend wilde hij daar deel van uitmaken. Hij slaagde daarin: de admiraliteit liet twee schepen gereedmaken. Cook zou opnieuw het bevel voeren. 
Banks wilde echter ditmaal veel meer ruimte voor zichzelf, zijn (uitgebreid) gevolg en zijn materiaal. Toen hij vond dat Cooks nieuwe schip de Resolution niet daaraan voldeed, eiste en bekwam hij van Lord Sandwich dat het schip een extra dek zou krijgen om bijkomende ruimte te verlenen. Het aangepaste schip bleek echter niet zeewaardig, waarna de admiraliteit beval het in zijn oorspronkelijke staat te herstellen. Het gevolg was dat Banks weigerde mee te gaan, tot ongenoegen van de publieke opinie, die Banks vereerde. De tweede expeditie van Cook zou overigens een groot succes worden, zonder Banks.  
Als alternatief organiseerde Banks op eigen kosten een wetenschappelijke expeditie naar IJsland. Bij deze reis, waarbij hij wederom werd vergezeld door Daniel Solander, werden tevens Wight en de westelijke eilanden van Schotland, de Hebriden en de Orkney-eilanden aangedaan. Verdere wetenschappelijke reizen zou Banks niet meer maken. 

## Later leven
Banks legde in 1776 een grote bibliotheek en een herbarium aan bij zijn huis in Soho Square. Hij stelde zijn huis open voor iedereen die zijn planten en boeken wilde bestuderen. Hij onderhield correspondentie met vrienden en wetenschappers van over de hele wereld, waaronder zijn vroegere buurman in Londen Joan Gideon Loten en Pieter Boddaert, die hij in 1773 in Utrecht bezocht.
In 1778 werd Banks gekozen tot voorzitter van de Royal Society, een functie die hij tot zijn dood bekleedde. Met zijn voorzitterschap van 41 jaar vestigde hij een record, want nooit bekleedde iemand deze functie zo lang, zelfs Isaac Newton niet. Als voorzitter moedigde hij goede relaties aan tussen wetenschappers in Europa en Amerika hoewel het een tijd was van politieke onrust en conflicten tussen naties, zoals tijdens de Amerikaanse Onafhankelijkheidsoorlog van 1775-1783. Ook was hij medeoprichter van meerdere andere belangrijke organisaties die tegenwoordig nog steeds bestaan, waaronder de Linnean Society of London (1788), de Royal Institution (1799) en de London Horticultural Society (1804).
Tevens was Banks, vanaf 1773 onofficieel en vanaf 1797 officieel, directeur van de Royal Botanic Gardens, Kew die opbloeide door zijn zorg en een van de prominente botanische tuinen in de wereld werd. In 1781 werd hij benoemd tot baronet en mocht hij 'Sir' voor zijn naam plaatsen. Hij zond ontdekkingsreizigers en botanici de hele wereld over om te zoeken naar economisch bruikbare planten die op de Britse eilanden zouden kunnen groeien. Een reis waarvoor hij voorbereidingen trof, was de bekende reis van William Bligh van 1787 tot 1789 op de Bounty die vooral bekend is vanwege de muiterij. De missie van Bligh was om broodvruchten te verzamelen op Tahiti om deze als voedselgewas te cultiveren in West-Indië. Door de verplaatsing van planten tussen landen en continenten, zorgde Banks voor het veranderen van hele landschappen. Van 1800-1805 trof hij de voorbereidingen voor de expeditie van Matthew Flinders naar Australië waarbij Banks Ferdinand Bauer als botanisch tekenaar aanbeval bij Matthew Flinders.
Banks had ook invloed op staatsaangelegenheden door zijn rol van adviseur van koning George III en opeenvolgende regeringen. Tijdens de napoleontische oorlogen onderhandelde hij namens het volk van IJsland toen hun handelsrechten werden ontnomen door de Britten. Ook verdedigde hij de Britse kolonisatie van Australië. Hij wilde van Botany Bay bij Sydney een strafkolonie maken, maar zijn visie hierop werd nooit bewaarheid doordat de officieren die de leiding hadden over de First Fleet (eerste vloot), die de eerste groep veroordeelden transporteerden, de locatie ongeschikt bevonden en zich verderop de kust vestigden.

## Nalatenschap
De specimens die Banks verzamelde, omvatten circa 110 nieuwe genera en 1300 nieuwe soorten. Zo'n 75 verschillende soorten zijn naar hem genoemd. Verder is hij vernoemd in Bankstown in Australië, Bankseiland in Canada, de Bankseilanden in de buurt van Vanuatu en het Nieuw-Zeelandse Banks-schiereiland. Een voorstel van Carl Linnaeus om Australië te hernoemen in Banksia werd niet aangenomen.
De beroemde plantencollectie van Banks wordt nu bewaard in het Natural History Museum, waar ook de door hem verzamelde insecten en schelpen worden bewaard. De belangrijkste nalatenschap van Banks zijn wellicht de vele planten die hij ontdekte en uitwisselde tussen de Nieuwe- en de Oude Wereld. Het in het westen in cultuur brengen van soorten uit de geslachten Eucalyptus, Acacia, Mimosa en de naar hem genoemde Banksia wordt op zijn naam geschreven.
- Australian Dictionary of Biography: banks-sir-joseph-1737
- Bibsys: 90333869
- Biblioteca Nacional de Chile: 000311270
- Bibliothèque nationale de France: cb12322420k (data)
- Author citation (botany): Banks
- Find NZ Artists: 707
- Gemeinsame Normdatei: 118808818
- International Standard Name Identifier: 0000 0001 2131 0954
- KulturNav: bc9a7e20-5913-48a8-be05-002d6f1d7fa0
- Library of Congress Control Number: n50036748
- Nationale Bibliotheek van Letland: 000291385
- Nationale Bibliotheek van Tsjechië: jx20050905002
- Nationale bibliotheek van Australië: 35154307
- Nationale Bibliotheek van Israël: 987007258111705171
- Nationale Bibliotheek van Polen: a0000001636509
- Nederlandse Thesaurus van Auteursnamen: 06863188X
- Réseau des bibliothèques de Suisse occidentale: 02-A022841009
- RKD-Nederlands Instituut voor Kunstgeschiedenis: 448501
- Istituto Centrale per il Catalogo Unico: UFIV086332
- LIBRIS: 176722
- SNAC: w68w3cx2
- Système universitaire de documentation: 03213570X
- Museum of New Zealand Te Papa Tongarewa: 5566
- Trove: 844508
- Union List of Artist Names: 500313846
- Virtual International Authority File: 46830189
- WorldCat: E39PBJh8VDxdGmhBF6Xdpwqmh3